# Natakamani
Natakamani fue un rey de Kush que ejerció su dominio entre los años 1 y 20 de nuestra era. Natakamani es el monarca del que mejor se conserva información del período Meroítico. Fue hijo de la reina Amanishakheto.
El nombre de Natakamani aparece en muchos edificios y en una de las pirámides de Meroe. Durante su reinado ocurrió la restauración del templo de Amón, el cual pasó a rendir honor a Faras. En muchos monumentos aparece registrado junto al nombre de su reina corregente Amanitore. La relación entre los dos no es clara. Se cree que ella pudo haber sido su esposa o su misma madre, quien habría reinado mientras Natakamani era joven. Sin embargo, se sabe que durante esta diarquía ambos tuvieron casi los mismos derechos, tal y como se evidencia en las numerosas esculturas del templo. En el templo de Apademek existe un relieve que lo muestra con su sucesor, el príncipe Arijanjarer.
Natakamani fue precedido por Amanishakheto y sucedido por la reina Amanitore.